# Ignaz Sichelbarth

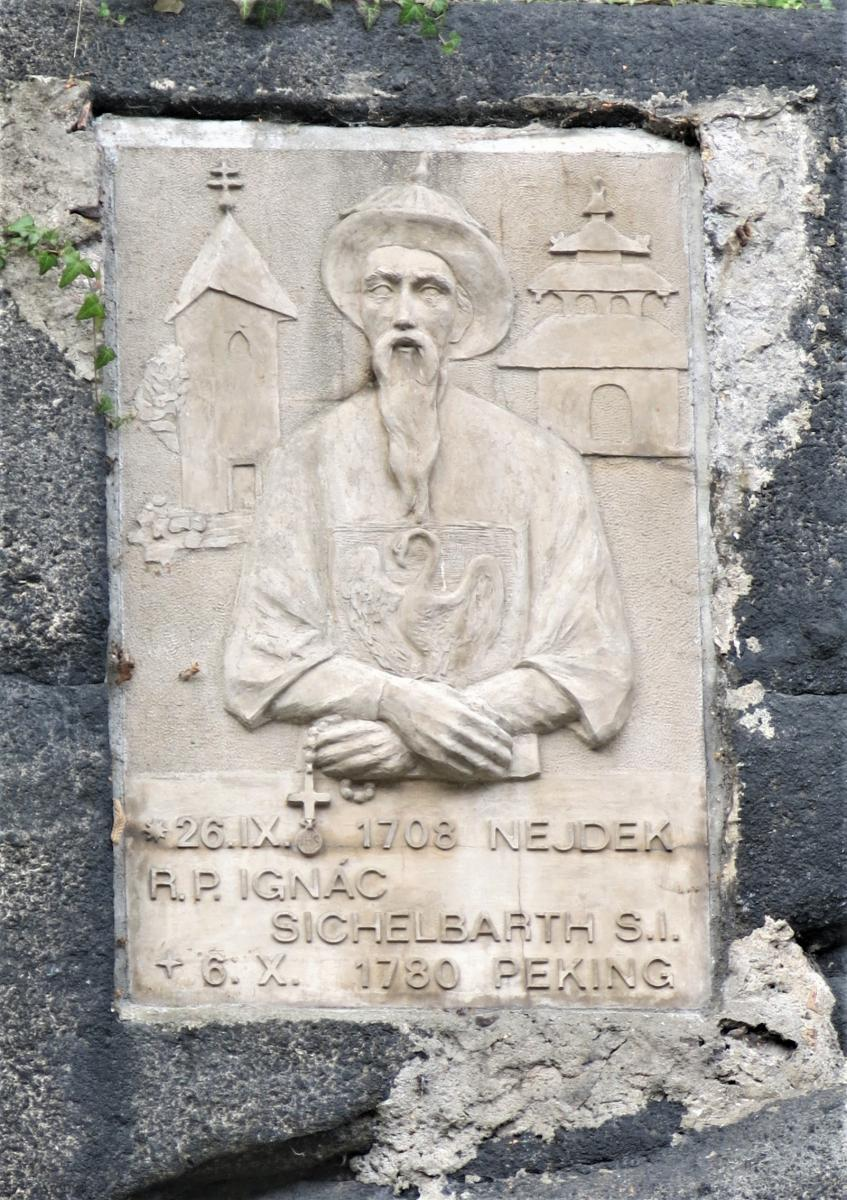
Gedenktafel in Nejdek

Die Unterwerfung der Ili, gezeichnet von Ignaz Sichelbarth, ca. 1765 bis 1769

Ignaz Thaddäus Wenzeslaus Sichelbarth, auch Sickelbart, Sickelpart; chinesisch 艾啓蒙 / 艾启蒙, Pinyin Ài Qǐměng; (* 26. September 1708 in Neudek; † 6. Oktober 1780 in Peking) war ein böhmischer Jesuit, Missionar und Maler, der in den Mandarin-Rang erhoben wurde.

## Leben

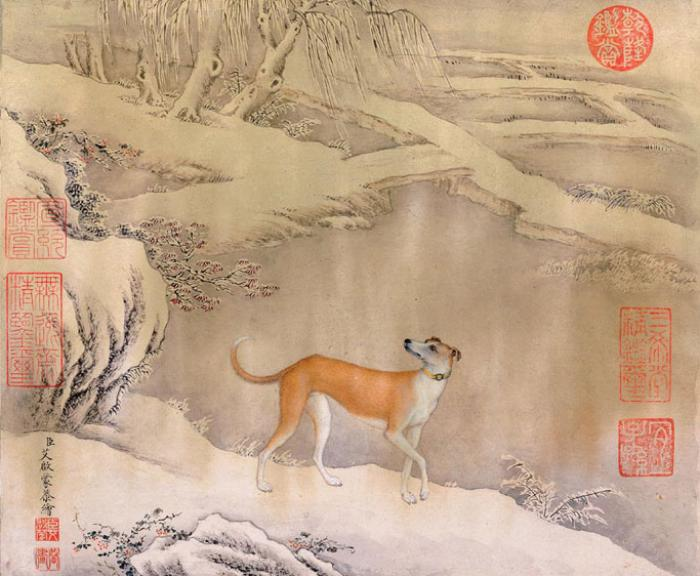
Hund im Schnee, Zeichnung

Ignaz Sichelbarth wurde als viertes Kind des Einnehmers Judas Thaddäus Sichelbarth und dessen Ehefrau Francisca Maximiliana in Neudek im Erzgebirge geboren. Bereits sein Vater, der in den Jahren 1705 bis 1715 bei der Herrschaft Czernin in Neudek in Diensten stand, war als Kunstmaler tätig. So fertigte er um 1696 vier große Ölbilder für das Rathaus in Elbogen an. Die zwei noch erhaltenen Gemälde befinden sich heute in der Elbogener Stadtpfarrkirche des hl. Wenzel. Die Familie stammte ursprünglich aus der Bergstadt Platten. Dort bekleidete sein Großvater Theodor Sichelbarth († 1710) die Ämter des Stadtschreibers, Schulmeisters, Kantors und Grenzzolleinnehmers.

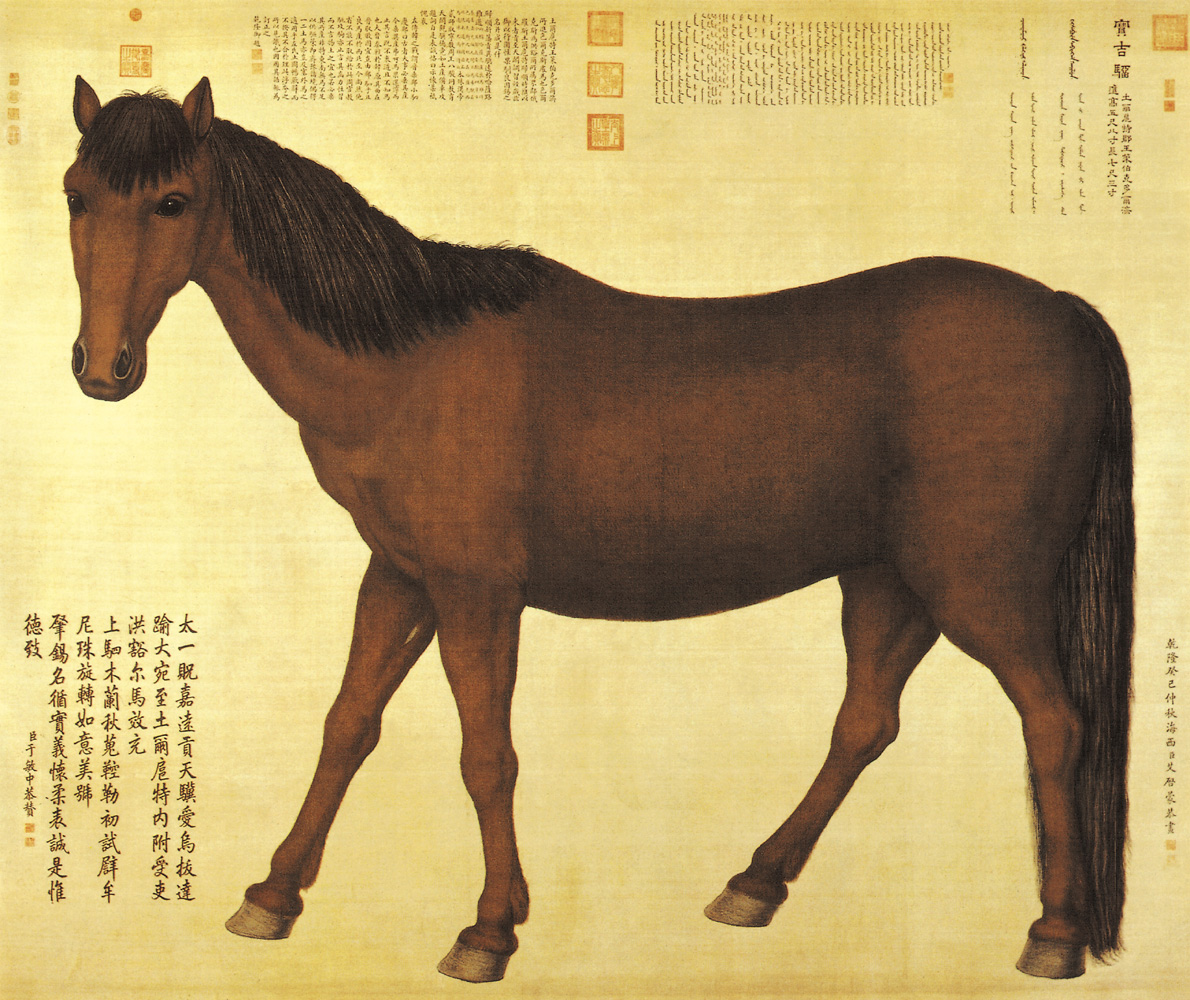
Sichelbarth´s Baojiliutu, Seidenmalerei

Nach seinem Noviziat in Brünn begann Sichelbarth 1739 ein Theologiestudium an der Universität von Olmütz, das er 1741 beendete. 1745 wurde er auf eigenen Wunsch von der Ordensleitung als Missionar nach China entsandt. Am Qing-Hof zu Peking war Sichelbarth gemeinsam mit seinen Ordensbrüdern Giuseppe Castiglione und Jean-Denis Attiret vorwiegend als Maler tätig. Die Jesuiten machten dort die westliche Malerei bekannt, verbanden aber auch in ihren eigenen Werken Elemente der europäischen Kunst (Zentralperspektive, Chiaroscuro-Technik) mit der traditionellen chinesischen Malerei und entwickelten so einen neuartigen Stil, den so genannten Qinghofstil. Gemeinsam schufen sie etwa den berühmten Zyklus Die zehn siegreichen Feldzüge Kaiser Qianlongs, der um 1770 in Paris in der Werkstatt von Charles-Nicolas Cochin in Kupfer gestochen und von dort an den chinesischen Kaiserhof zurückgeschickt wurde. Nach dem Tod seiner beiden Mitbrüder stieg Sichelbarth 1768 zum Missionsvorsteher, zum Direktor der Kaiserlichen Malakademie und Hofmaler des Kaisers Qianlong auf. Als 1744 im Ritenstreit endgültig die religiöse Akkommodation durch Papst Benedikt XIV. verboten wurde, blieb Sichelbarth wie auch andere führende Hofjesuiten von der Bekämpfung der übrigen christlichen Missionare weitgehend unberührt. 1778 wurde er in den Mandarin-Rang erhoben. Zuletzt litt Sichelbarth an der „Abnutzung beider Schienbeine“, vermutlich an Kniearthrose. Er starb am 6. Oktober 1780 im Alter von 73 Jahren.

## Ehrungen
Sichelbarths Grabstäle befindet sich auf dem Jesuiten-Friedhof Zhalan in Peking. Die Würdigungen wurden in lateinischer und chinesischer Sprache eingraviert (Auszüge aus dem chinesischen Text:)
...er stammte aus dem Land Böhmen im großen Westen ... Ein lang gehegter Wunsch ging für ihn in Erfüllung, als er nach China kam, um die (christliche) Lehre zu verbreiten ... [1745] wurde er wegen seiner hervorragenden Fähigkeiten als Maler vom Kaiser in die Hauptstadt berufen. Viele Jahre lang arbeitete er mit Eifer zur großen Zufriedenheit des Kaisers im Ruyi-Institut (der Akademie im Kaiserpalast). Deshalb erhielt er wiederholt Zeichen der kaiserlichen Wertschätzung und großzügige Geschenke. So wurde er zum ersten Direktor der Verwaltung der kaiserlichen Parkanlagen ernannt und erhielt das Gehalt eines Mandarins dritter Klasse.
Im 42. Jahr der Qian-Long Regierung [1777] wurde ihm die Ehre einer offiziellen Feier zu seinem 70. Geburtstag zuteil. Dabei überreichte man ihm eine Tafel, auf die der Kaiser eigenhändig die Worte geschrieben hatte: Langes Leben [für einen Gast] aus einem fernen Land. Man findet kaum Worte, um die Achtung zu beschreiben, die er sich durch seinen untadeligen Lebenswandel erwarb. Besonders bekannt war er aber durch die Ausübung der Tugenden der Beständigkeit und Geduld. Er starb ... [am 6. 10. 1780] im Alter von 73 Jahren. Nach seinem Tod stiftete der Kaiser 200 Silber-Tael aus der kaiserlichen Schatzkammer zur Begleichung der Kosten seines Begräbnisses.